# Memoires van Pythagoras
De Memoires van Pythagoras (Oudgrieks: ‘Υπομνηματα, Hypomnemata; ook bekend als Notitieboeken van Pythagoras) is een filosofische tekst die werd toegeschreven aan Pythagoras en is gedateerd op de 3e of 2e eeuw v.Chr. Van de tekst is een fragment bewaard gebleven in Diogenes Laërtius’ Leven en leer van beroemde filosofen (VIII, §25 e.v.).
De tekst vertoont stoïsche en vooral platonische invloeden, maar behoort niet tot het neopythagorisme van de 1e eeuw v.Chr. en later, een periode waarin veel pseudepigrafische literatuur verscheen van Pythagoras en zijn volgelingen. Onderzoekers hebben elementen in de tekst onderscheiden die archaïsch en vermoedelijk authentiek pythagoreïsch zijn.
In het overgeleverde fragment wordt beknopt een kosmogonie en kosmologie beschreven, die overeenkomsten vertoont met Plato’s Timaeus en natuurfilosofische speculatie van het latere platonisme. De Monade is het begin van alles, waaruit de Dyade als materie voortkomt. Daaruit volgen getallen, en daaruit punten, lijnen, vlakken en vormen. Die vormen de vier elementen vuur, lucht, water en aarde. Uit het vermengen daarvan ontstaat de eeuwige, intelligente en bolvormige kosmos met de aarde als middelpunt. Niet platonisch maar archaïsch is de notie dat de hemellichamen goddelijk zijn omdát ze uit vuur zijn gevormd, wat ook voor de goden en mensen geldt.
Het laatste stuk van het fragment vertoont pythagoreïsche sporen. Daarin wordt het belang van harmonie benadrukt: de kosmos is harmonisch gevormd, en dus zijn vriendschap en deugd belangrijk als vormen van harmonie. Daarop volgen religieuze voorschriften met een nadruk op vroomheid en individuele reinheid, die verkregen wordt door bijvoorbeeld baden en vegetarisme. Deze passage suggereert het bestaan van een cultus.
De tekst is, naast vermeldingen in het werk van Sextus Empiricus (Tegen astrologen, VII, §94-108), de enige bron die erop wijst dat na de verdwijning van de pythagoreïsche school een voortzetting van een pythagoreïsche broederschap plaatsvond.
De filosofische tendens om alle materie af te leiden van een beginpunt, de abstracte Monade, werd voortgezet in het hellenistische middenplatonisme en neopythagorisme, en later ook het neoplatonisme en het hermetisme en de gnostiek.